# Parking (film)
Parking este un film din 2019 regizat de Tudor Giurgiu bazat pe romanul Apropierea de Marin Mălaicu-Hondrari.
Rolurile principale au fost interpretate de actorii Mihai Smarandache, Belén Cuesta, Ariadna Gil și Luis Bermejo.
Povestea este plasată în 2002 și se învârte în jurul lui Adrian (Smarandache), un imigrant român fără acte care lucrează ca agent de securitate la o parcare din Córdoba, Spania.

## Prezentare
Adrian este un scriitor român sărac care încearcă să ajungă în Spania, în timp ce se confruntă cu prejudecățile care îi sunt provocate lui de alții dar și de către el. Un romantic nerușinat, cu temperament, el își împarte timpul în mod egal între a-și scrie necazurile și a încerca să o curteze pe visătoarea dar condamnata Maria, o muziciană spaniolă.

## Distribuție
- Mihai Smarandache - Adrian[5]
- Belén Cuesta - María[5]
- Luis Bermejo - Rafael[5]
- Ariadna Gil[5]
- Manuel Bandera[5]

## Primire
S-a clasat pe locul 5 la box-office-ul românesc din 2019. Filmul a fost vizionat de 14.452 de spectatori și a avut încasări totale de 219.445 de lei.